# 크립쇼 3
크립쇼 3(Creepshow III)은 미국에서 제작된 제임스 글렌 두델슨 감독의 2006년 애니메이션, 판타지, 공포, SF, 스릴러 영화이다. 스테파니 페티 등이 주연으로 출연하였고 아나 클라벨 등이 제작에 참여하였다.

## 출연

### 주연
- 스테파니 페티
- 로이 아브람손

### 조연
- 버니 깁슨
- 레오나르도 밀런
- AJ 보웬
- 엘리너 매디슨
- 엘우드 카리슬
- 저스틴 스미스
- 제임스 글렌 두델슨
- 에일린 다이어츠
- 파블로 C. 팝파노
- 리 로즈
- 에이프릴 웨이드
- 스콧 프라젤
- 로버트 오코너